# Ciel rouge
Pour le drame d'Olivier Lorelle, voir Ciel rouge (film, 2017).
Pour plus de détails, voir Fiche technique et Distribution.
Ciel rouge (Blood on the Moon) est un film américain réalisé par Robert Wise, sorti en 1948.

## Synopsis
En route vers le Texas, Jim Garry est arrêté par les hommes de l'éleveur John Lufton en lutte contre les fermiers qui empêchent son bétail de sortir de la réserve indienne où il risque d'être confisqué par l'armée. Sans pour autant être convaincu de la neutralité de Jim, Lufton le laisse partir.
En fait, Jim a été engagé comme homme de main par son vieil ami Tate Riling qui a combiné un plan astucieux avec l'agent des affaires indiennes Pindalest pour s'approprier les bêtes de Lufton à vil prix. Riling est aidé dans ses agissements par la propre fille aînée de Lufton, Carol, qui est amoureuse de lui et ne se doute pas du but poursuivi par son amant. Jim comprend vite les buts malhonnêtes de Riling et prend la défense de Lufton. Il imagine un stratagème compliqué et dangereux pour que Lufton ait le temps de mettre son troupeau à l'abri. Il élimine Riling, les fermiers comprennent qu'ils ont été bernés ; Jim va épouser la fille cadette de Lufton, elle a toujours eu confiance en lui.

## Fiche technique
- Titre : Ciel rouge
- Titre original : Blood on the moon
- Réalisation : Robert Wise, assisté d'Arthur Rosson (non crédité)
- Scénario : Lillie Hayward, d'après le roman Gunman's Chance de Luke Short
- Adaptation : Casey Robinson
- Production : Sid Rogell
- Société de production : RKO Pictures
- Chef-opérateur : Nicholas Musuraca
- Musique : Roy Webb
- Montage : Samuel E. Beetley
- Pays d'origine :  États-Unis
- Langue originale : anglais
- Format : noir et blanc – 35 mm – 1,37:1 – mono (RCA Sound System)
- Genre : western
- Durée : 88 minutes
- Date de sortie :
  -  États-Unis : 9 novembre 1948
  -  France : 21 juin 1950
- Affiche : Boris Grinsson (France)

## Distribution
- Robert Mitchum  (V.F : Jacques Thiery[1]) : Jim Garry, aventurier au service de Tate Riling avant de se retourner contre lui
- Barbara Bel Geddes  (V.F : Renée Simonot) : Amy (VF : Aimée) Lufton, fille cadette de l'éleveur John Lufton, dont s'éprend Jim
- Robert Preston (V.F : Jacques Beauchey)  : Tate (VF : Jacques) Riling, ancien ami de Jim, prêt à tout pour mettre la main sur le bétail de Lufton
- Walter Brennan (V.F : Camille Guerini)  : Kris Barden, un fermier
- Phyllis Thaxter (V.F : Catherine Arley)  : Carol Lufton, la sœur aînée d'Amy, maîtresse de Riling
- Tom Tully : John Lufton, gros éleveur de bétail en lutte avec les fermiers, père d'Amy et Carol
- Frank Faylen (V.F : Georges Spanelly)  : Jack Pindalest, l'agent aux affaires indiennes, complice de Riling
- Charles McGraw  (V.F : Jean Gournac) : Milo Sweet
- Clifton Young (en)  (V.F : Paul Poncet) : Joe Shotten
- Tom Tyler  (V.F : Raymond Loyer) : Frank Reardan
- George Cooper : Fred Barden, le fils de Kris Barden
- Tom Keene (sous le pseudonyme de Richard Powers) : Ted Esler
- Bud Osborne : Cap Willis, le contremaître de Lufton
- Zon Murray (en) : Nels Titterton
- Robert Bray (en) : Bart Daniels
- Al Ferguson : Chet Avery
- Iron Eyes Cody : Toma